# Station Navan Road Parkway
Station Navan Road Parkway is een spoorwegstation in  het Ierse graafschap Dublin. Het station werd in 2008 geopend als Phoenix Park De huidige naam dateert uit 2011.
Navan Park verwijst naar de ligging aan de N3, de hoofdroute richting Navan. Het station ligt aan de lijn Dublin - Sligo en aan de Docklandslijn richting de M3. 
Het station wordt bediend door de forensentreinen die rijden tussen Maynooth en Dublin en tussen de M3 en Dublin-Docklands. In de spits rijden twee treinen per uur, buiten de spits een per uur. De Docklandslijn rijdt alleen op werkdagen.